# Stasys Šaparnis
Stasys Šaparnis (ur. 2 października 1939 w Poniewieżu) – litewski pięcioboista nowoczesny. W barwach ZSRR srebrny medalista olimpijski z Meksyku.
Zawody w 1968 były jego jedynymi igrzyskami olimpijskimi. Indywidualnie zajął dziewiąte miejsce, wspólnie z kolegami zajął drugie miejsce w drużynie – partnerowali mu Boris Oniszczenko i Pawieł Ledniow. Na mistrzostwach świata zdobył złoto w drużynie w 1969, srebro indywidualnie w 1967 oraz w drużynie w 1966 i 1970 oraz brąz w 1967. Wcześniej był pływakiem i piłkarzem wodnym. Był medalistą mistrzostw Litewskiej SRR w waterpolo, później w pięcioboju nowoczesnym. W mistrzostwach ZSRR był indywidualnie drugi w 1970, zdobywał medale w drużynowej rywalizacji.